# Johannes Johannesen
Johannes Johannesen var en dansk fodboldspiller. 
I sin klubkarriere spillede han i perioden 1919-1925 51 kampe som halfback for Frem, med hvem han vandt klubbens første danske mesterskab 1923 efter en 2-1 sejr over AGF Fodbold i en kamp, hvor han udlignende til 1-1 i det 47. minut.
Johannesen skiftede klub til Fremad Valby i 1925, efter han mistede sin plads på Frems hold til Børge Mørch. Han spillede på Fremads første hold til cirka 1936 og var holdets anfører. Han var også Fremads formand 1930 til 1932. 

## Eksterne kilder og henvisninger
- Om Johannes Johannesen Arkiveret 2. februar 2017 hos  Wayback Machine på bkfrem.dk